# Thul

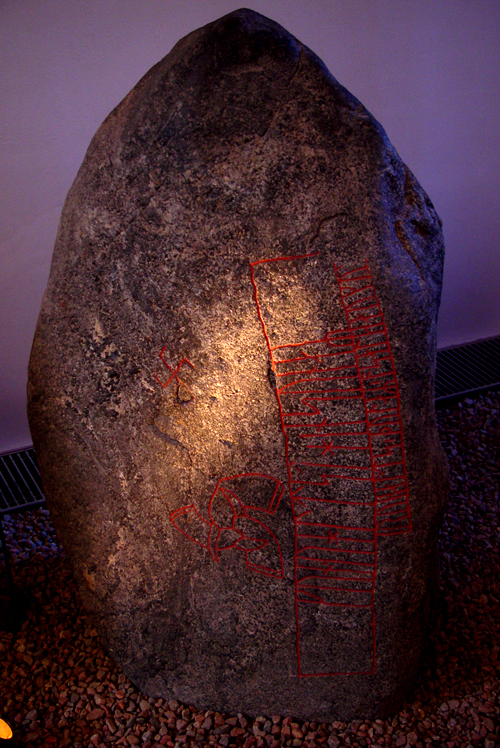
Snoldelevstenen vars text lyder "Gunnvalds stæinn, sonaR Hrōalds, þulaR ā Salhaugum (Gunvalds sten, søn af Roald, thul på Salhøje)".

Thul eller tul är beteckningen på en förkristen präst och magiker, dock inte sejdman. Ordet kommer av þulr, som inte direkt betyder “talare” utan snarare “tyljare”, d.v.s. “mumlande uppräknare”, “en som rabblar besvärjelser”. Johannes Brøndum-Nielsen antar (med ett frågetecken) att speciellt Odinspräster kallades “thul”. Ordet finns på den själländska Snoldelevstenen (800-talet), där en thul, Roald på Salhaugar, omtalas. På yngre förkristna danska runstenar står det istället “gode”. Den eddiska huvudkällan för yrkesbeteckningen thul är Hávamál, strof 111, där det som inledning till den något enformiga uppräkningen av goda råd till Loddfafner heter: “Tid är att tylja från thulens stol; vid Urdarbrunnen satt jag och teg, satt jag och tänkte, lyddes till mäns mål...”
Det ursprungliga namnet på Frederiksberg (stadsdel i Köpenhamn) var Tulehøj; troligen kulle där en thul bodde.